# فسقية الأغالبة

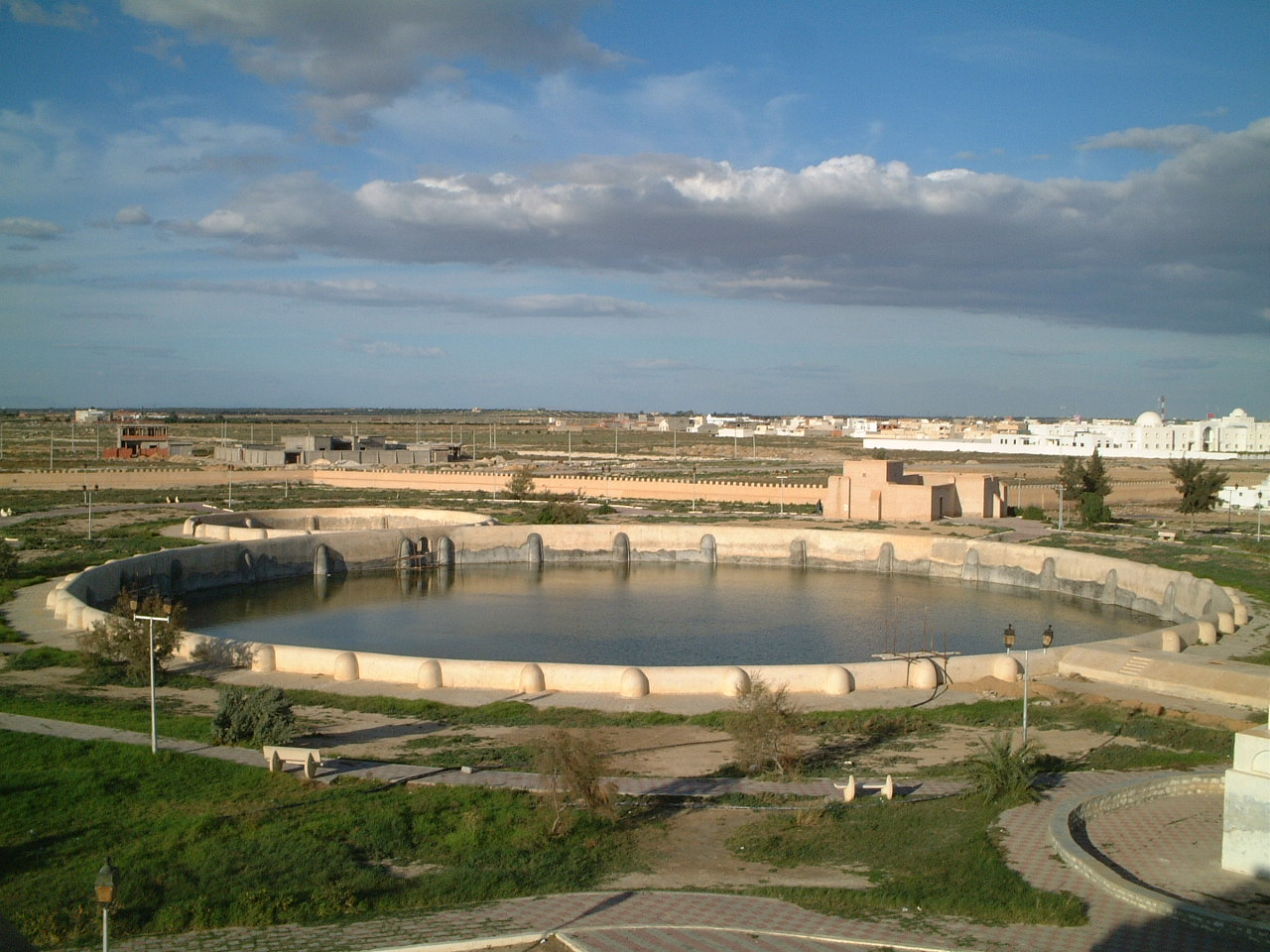
فسقية الأغالبة

فسقية الأغالبة هي معلم تاريخي تونسي يقع في مدينة القيروان، تم بناء هذه الفسقية في النصف الثاني من القرن التاسع خارج أسوار المدينة العتيقة في القيروان من قبل الأغالبة. تعتبر هذه الفسقية أهم معلم هيدروليكي في تاريخ العالم الإسلامي.

## التاريخ
تم تشييد هذا المعلم بين 860 و862 تحت حكم الأغالبة وتحديدا أحمد بن الأغلب الثاني التميمي بهدف بناء عدة أبار مياه لتزويد القيروان بالماء. حجم وبراعة هذه الفسقية أدى إلى تسمية المسافرين الذين يزورون القيروان بمدينة الخزانات أو الفسقيات. في الأصل يتم تعبية هذه الفسقية من مياه الأمطار التي تصب في رافد نهري يصل إلى وادي مرق الليل عبر سدود صغيرة. في سنة 961، شيد الخليفة الفاطمي المعز لدين الله مجرى مائي مرفوع يجلب المياه من منبع شريشيرة الذي يبعد 40 كم عن مدينة القيروان.

## الوصف

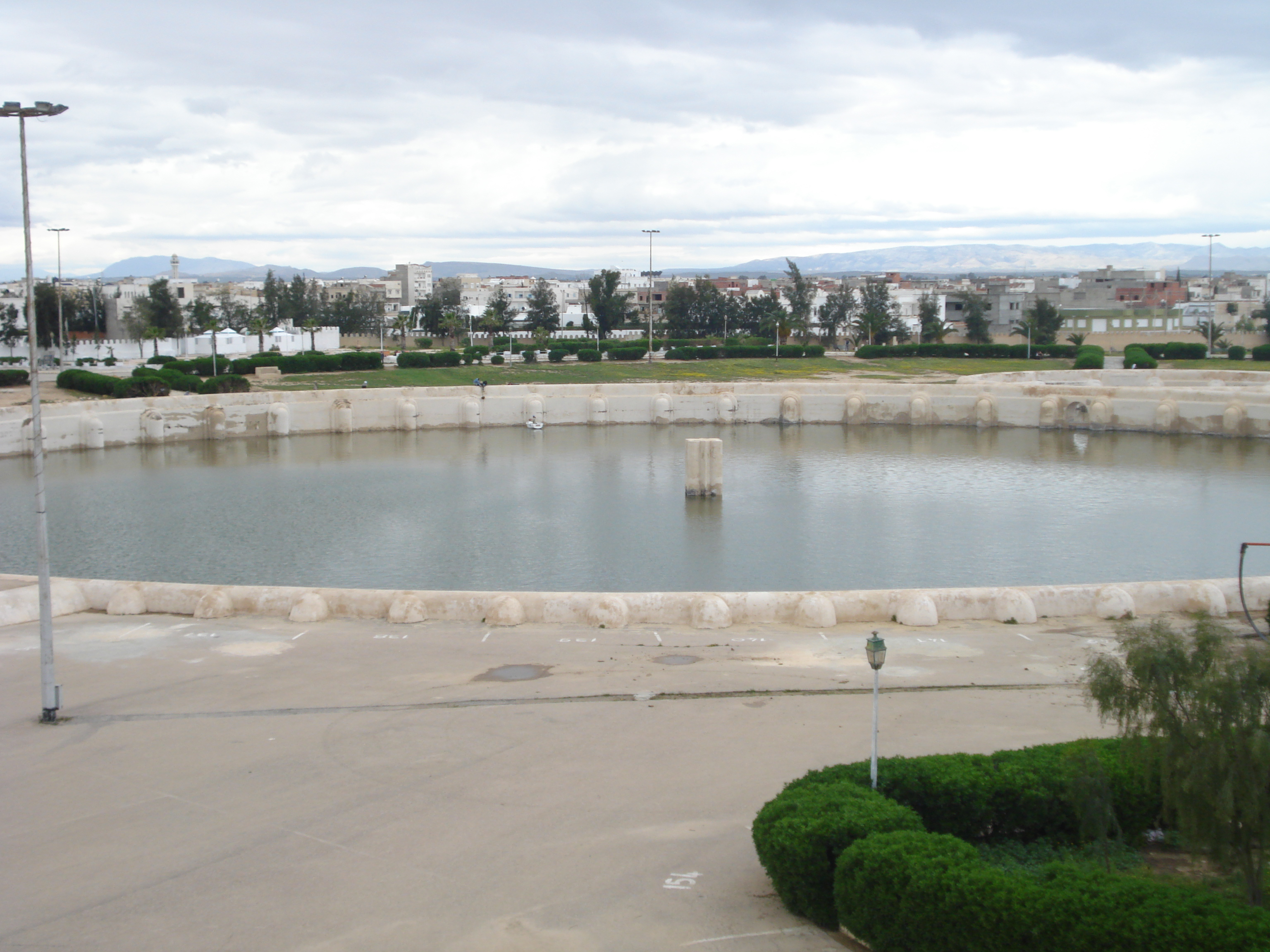
الحوض الكبير

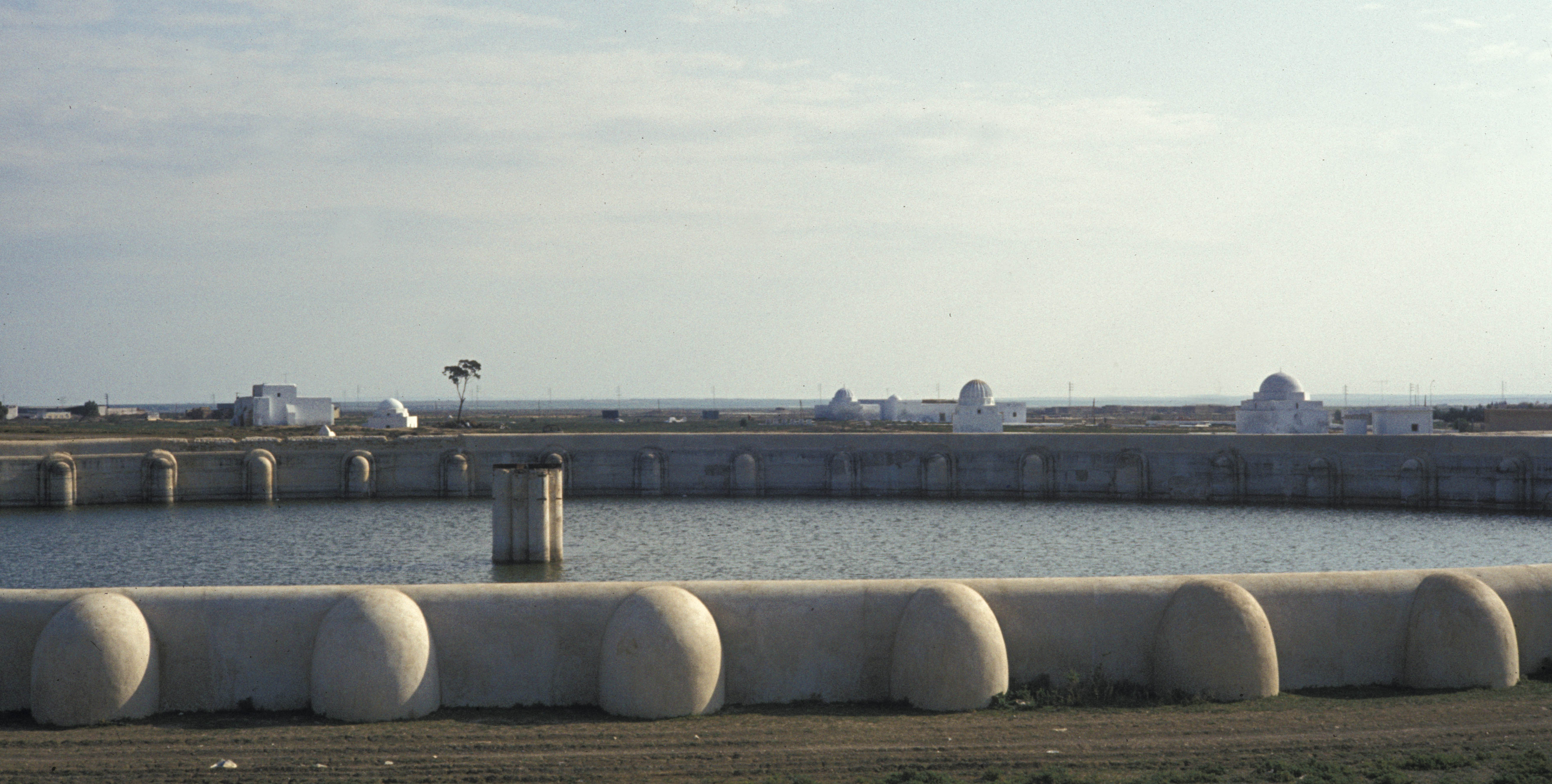
دعامات الحوض الكبير

تم بناء الفسقية من الأحجار الركامية المغطاة بالقصارة على مساحة 000 11 متر مربع، وتحتوي أيضا على مصفاة صغيرة وحوض كبير لتخزين المياه وصهريجين كبيرين لتخريج المياه، ومجموع ما يمكن أن يحتويه ويخزنه كل هذه القطع هو 800 68 متر مكعب من المياه.

شكل الحوض الصغير مضلع ذو 17 ضلع عادي، إلى جانب قطر يبلغ طوله 37.40 متر، ويستطيع تخزين 000 4 متر مكعب، ومدعم ب17 دعامة داخلية و28 خارجية، هذا الهوض الصغير هو حوض للتصفية من الأوساخ التي تقع في المياه قبل أن تذهب للحوض الكبير. 

الحوض الكبير يتكون من 64 ضلع يكونون محيط قدره 405 متر، وقدرة تحمل مياه تقدر ب764 57 متر مكعب، يبلغ قطره 129.67 متر وعمقه 4.8 متر. استدامة هذا الحوض وضغط المياه فيه تقاس من جدرانه التي تتكون من 64 دعامة داخلية و118 دعامة خارجية. كلا صهرجي التفريغ يتحملون 917 متر مكعب، يقعان عموديا في الأحواض وبهما عقادات تتركز على عدة أعمدة.

في عهد الأغالبة استخدمت الفسقية أساسا لتغذية مدينة القيروان بالمياه لكن استخدمت في عدة مرات كمكان للترفيه والاستة دامات المختلفة خاصة تحت حكم زيادة الله الثالث.

## روابط خارجية
- فيديو لفسقية الأغالبة من موقع القنطرة.